# I (lớp tàu khu trục)
Lớp tàu khu trục I là một lớp bao gồm tám tàu khu trục cùng một soái hạm khu trục được Hải quân Hoàng gia Anh Quốc đặt hàng trong Chương trình Hải quân 1935, được đặt lườn vào năm 1936 và hoàn tất trong những năm 1937 và 1938. Bốn chiếc tương tự được Hải quân Thổ Nhĩ Kỳ đặt hàng, trong đó hai chiếc được Hải quân Hoàng gia mua lại, đưa tổng số tàu của lớp đi vào hoạt động lên 11 chiếc, cho dù ba trong số những chiếc ban đầu đã bị mất vào lúc Inconstant và Ithuriel nhập biên chế. Chúng đã phục vụ trong Chiến tranh Thế giới thứ hai và sáu chiếc đã bị mất, cùng một chiếc thứ bảy bị loại bỏ như một tổn thất cấu trúc toàn bộ.

## Thiết kế
Lớp I là sự lặp lại của lớp H dẫn trước, ngoại trừ chúng có mười ống phóng ngư lôi (hai dàn năm ống phóng) thay vì tám. Chúng áp dụng cách sắp xếp cầu tàu và phòng lái mới như được thử nghiệm trên những chiếc Hero và Hereward, ngoại trừ soái hạm khu trục Inglefield. Inglefield còn có một cột ăn-ten trước lớn hơn kiểu ba chân, trong khi các tàu chị em có cột ăn-ten dạng cột. Trọng lượng nặng hơn bởi dàn ống phóng ngư lôi cũng như trang bị cả thiết bị quét mìn và thả mìn sâu (Các con tàu trước đây chỉ mang một trong hai loại) trên một lườn tàu cùng kiểu với lớp H gây ra sự mất cân bằng, đưa đến việc phải có thùng dằn khi lượng nhiên liệu xuống thấp.
Tất cả các con tàu đều được gắn thiết bị quét mìn, cùng trang bị mìn sâu và sonar Asdic cho nhiệm vụ chống tàu ngầm. Tất cả đều có khả khả năng cải biến thành tàu rải mìn, bằng cách tháo dỡ các khẩu pháo 4,7 inch ‘A’ và ‘Y’, các ống phóng ngư lôi và thiết bị quét mìn, cho phép mang theo đến 60 quả mìn. Tuy nhiên, chỉ có bốn chiếc được cải biến cho vai trò này.

### Các con tàu Thổ Nhĩ Kỳ
Những chiếc lớp I Thổ Nhĩ Kỳ có thiết kế tương tự như các con tàu của Anh, nhưng chỉ mang tám ống phóng ngư lôi (hai dàn bốn ống phóng), giống như lớp H của Anh.

### Các cải biến trong chiến tranh
Các cải biến sớm trong chiến tranh (có thể không áp dụng cho những chiếc bị mất sớm) bao gồm thay thế dàn ống phóng ngư lôi phía sau bằng một khẩu QF 12 pounder 3 inch (76,2 mm) phòng không, cắt ngắn ống khói phía sau và cột ăn-ten chính để cải thiện góc bắn của kiểu vũ khí này, và bổ sung một cặp pháo Oerlikon 20 mm hai bên cánh của cầu tàu. Một dàn radar Kiểu 286 bước sóng mét cảnh báo mặt đất được bổ sung khi nó sẵn có, đồng thời các khẩu súng máy phòng không Vickers 0,5 inch (12,7 mm) kém hiệu quả được thay thế bởi pháo Oerlikon. Ống phóng giữa của các dàn phóng ngư lôi được tháo dỡ để giảm bớt trọng lượng nặng bên trên của các con tàu.
Icarus được tháo bỏ tháp pháo ‘Y’ để lấy chỗ chứa thêm mìn sâu lên tổng cộng 110 quả và súng cối. Những chiếc sống sót được trang bị thêm một cặp pháo Oerlikon thứ ba ngang với vị trí đèn pha tìm kiếm, và khẩu pháo 12-inch được tháo dỡ để gia tăng lượng mìn sâu mang theo. Trên một số con tàu, tháp pháo ‘A’ được thay bằng một dàn súng cối chống tàu ngầm Hedgehog ném ra phía trước, nhưng cải biến này dường như được đảo ngược sau đó. Ilex, Intrepid, Impulsive và Isis được tháo dỡ tháp pháo ‘B’, và hai khẩu pháo QF 6 pounder 10 cwt (2,25 inch/57 mm L/47) được bổ sung trên bệ Mark 1* dùng để chống lại những chiếc E-boat, cùng với một dàn Hedgehog.
Sau này Inglefield được trang bị lại dàn ống phóng ngư lôi thứ hai, nhưng cũng giống như các tàu chị em, ống phóng giữa được tháo dỡ. Một khẩu pháo 4 inch (100 mm) phòng không thứ hai thay thế cho khẩu pháo ‘X’, và nó tổng cộng sáu khẩu Oerlikon. Radar Kiểu 291 sau đó được bổ sung trên đỉnh cột ăn-ten trước cũng như là một bộ định vị bằng sóng cao tần "Huff-Duff" trên một số con tàu. Những chiếc nguyên của Thổ Nhĩ Kỳ cũng được cải biến tương tự những tàu chị em lớp I. Inconstant sau này được được trang bị radar Kiểu 270, một loại radar bước sóng xen-ti mét dò tìm mục tiêu, thay cho bộ điều khiển hỏa lực và máy đo tầm xa trên cầu tàu. Cũng vậy, cuối cùng nó có sáu khẩu Oerlikon.

## Những chiếc trong lớp

### Hải quân Hoàng gia Anh
| Tàu                   | Đặt lườn            | Hạ thủy              | Hoạt động           | Số phận                                                                              |
| --------------------- | ------------------- | -------------------- | ------------------- | ------------------------------------------------------------------------------------ |
| HMS Icarus (D03) †    | 9 tháng 3 năm 1936  | 26 tháng 11 năm 1936 | 3 tháng 5 năm 1937  | Bán để tháo dỡ, 29 tháng 10 năm 1946                                                 |
| HMS Ilex (D61)        | 9 tháng 3 năm 1936  | 28 tháng 1 năm 1937  | 7 tháng 7 năm 1937  | Bán để tháo dỡ, 1948                                                                 |
| HMS Imogen (D44)      | 18 tháng 1 năm 1936 | 30 tháng 10 năm 1936 | 2 tháng 6 năm 1937  | Đắm do va chạm với tàu tuần dương Glasgow, 16 tháng 7 năm 1940                       |
| HMS Imperial (D09)    | 29 tháng 1 năm 1936 | 11 tháng 12 năm 1936 | 30 tháng 6 năm 1937 | Hư hại nặng do không kích trong trận Crete, 29 tháng 5 năm 1941, bị Hotspur đánh đắm |
| HMS Impulsive (D11) † | 9 tháng 3 năm 1936  | 1 tháng 3 năm 1936   | 29 tháng 1 năm 1938 | Bán để tháo dỡ, 22 tháng 1 năm 1946                                                  |
| HMS Inglefield (D02)  | 29 tháng 4 năm 1936 | 15 tháng 10 năm 1936 | 25 tháng 6 năm 1937 | Bị đánh đắm ngoài khơi Anzio, 25 tháng 2 năm 1944                                    |
| HMS Intrepid (D10) †  | 6 tháng 1 năm 1936  | 17 tháng 12 năm 1936 | 29 tháng 7 năm 1937 | Bị máy bay ném bom Đức Ju 88 đánh chìm ngoài khơi Leros, 26 tháng 9 năm 1943         |
| HMS Isis (D87)        | 5 tháng 2 năm 1936  | 12 tháng 12 năm 1936 | 2 tháng 6 năm 1937  | Đắm do trúng mìn ngoài khơi bãi biển Normandy, 20 tháng 7 năm 1944                   |
| HMS Ivanhoe (D16) †   | 12 tháng 2 năm 1936 | 11 tháng 2 năm 1937  | 24 tháng 8 năm 1937 | Đắm do trúng mìn ngoài khơi Texel, 1 tháng 9 năm 1940                                |

† = trang bị như tàu rải mìn

### Hải quân Thổ Nhĩ Kỳ
Bốn chiếc được Hải quân Thổ Nhĩ Kỳ đặt hàng vào năm 1938. Khi chiến tranh nổ ra, hai chiếc được Anh mua lại, và hai chiếc được bàn giao cho Thổ Nhĩ Kỳ vào năm 1942 như những chiếc Sultanhisar và Demirhisar.
| Tàu                             | Đặt lườn            | Hạ thủy              | Hoạt động           | Số phận                                                                                 |
| ------------------------------- | ------------------- | -------------------- | ------------------- | --------------------------------------------------------------------------------------- |
| HMS Inconstant (H49) (Muavenet) | 24 tháng 5 năm 1939 | 24 tháng 2 năm 1941  | 24 tháng 1 năm 1942 | Chuyển cho Thổ Nhĩ Kỳ, 9 tháng 3 năm 1946, đổi tên thành Muavenet; bán để tháo dỡ 1960. |
| HMS Ithuriel (H05) (Gayret)     | 24 tháng 5 năm 1939 | 15 tháng 12 năm 1940 | 3 tháng 3 năm 1942  | Trúng bom và mắc cạn tại Bône 28 tháng 11 năm 1942; bán để tháo dỡ, 25 tháng 8 năm 1945 |
| TCG Sultanhisar (H87)           | 1939                | 1941                 | 1942                | Ngừng hoạt động năm 1960                                                                |
| TCG Demirhisar (H80)            | 1939                | 1941                 | 1942                | Ngừng hoạt động năm 1960                                                                |